# Józef I Habsburg

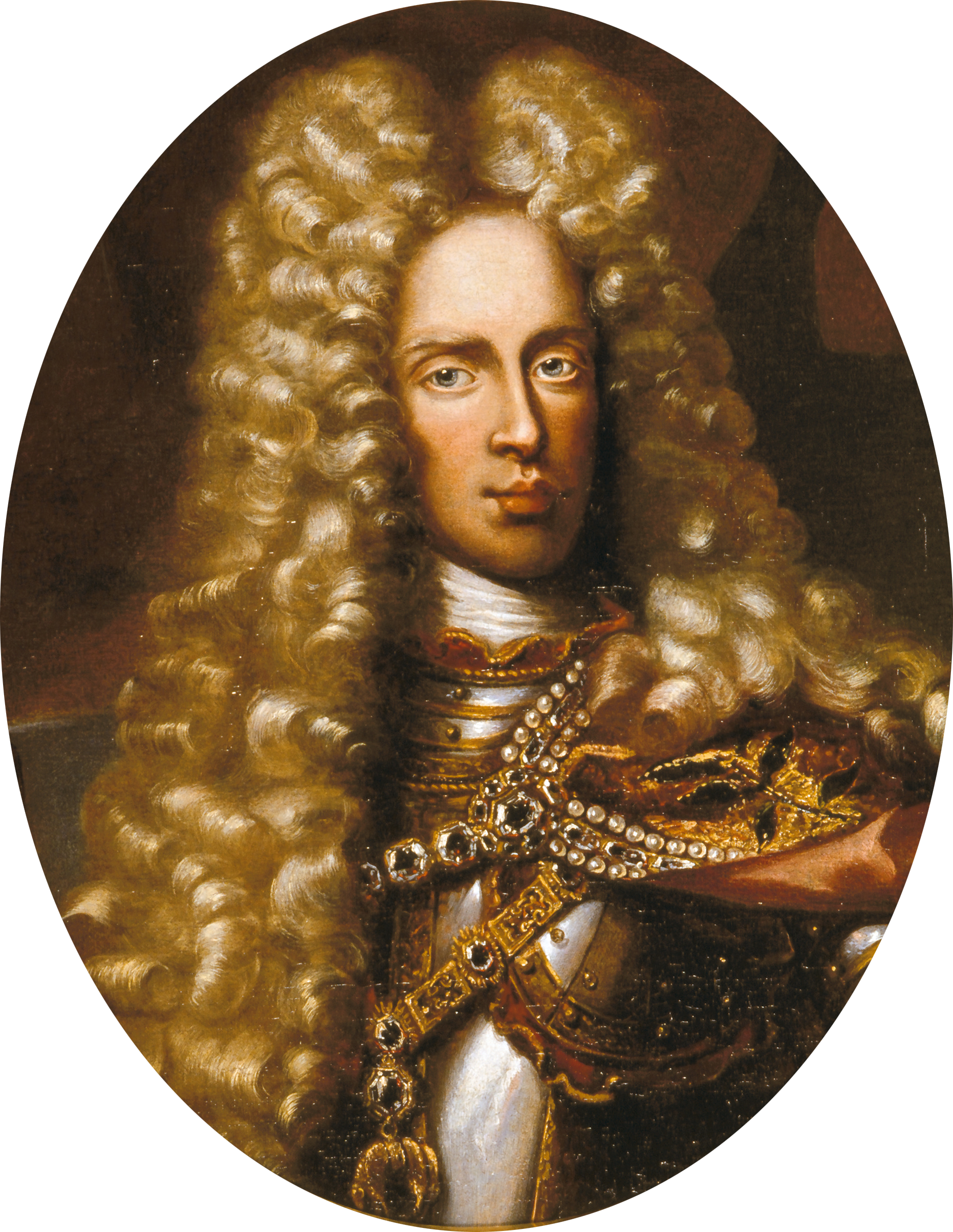
Józef I Habsburg

Józef I Habsburg (ur. 26 lipca 1678 w Wiedniu, zm. 17 kwietnia 1711 w Wiedniu) – król Niemiec od 1690, cesarz rzymski 1705–1711, król Czech i Węgier (koronowany w 1687), arcyksiążę Austrii.
Syn Leopolda I Habsburga i Eleonory Magdaleny z Wittelsbachów, córki palatyna reńskiego. Zasłynął w bitwach pod Landau, po których zyskał przydomek „Zwycięski”.

## Polityka
W toku wojny między Habsburgami, Polską i Wenecją a Turkami, w 1687 r. w Preszburgu sejm węgierski przyznał Habsburgom dziedziczne prawo do korony węgierskiej. Cesarz Leopold I wyznaczył wtedy do roli monarchy węgierskiego swojego syna, Józefa, który został koronowany w Budapeszcie. To dodatkowo gwarantowało sukcesję habsburską na tronie wiedeńskim.
23 stycznia 1690 roku w Augsburgu, jeszcze za życia ojca, Józef został wybrany na króla rzymskiego (niemieckiego), a tytuł cesarski przyjął po śmierci Leopolda w 1705 r. W 1708 r. potwierdził przyznanie książętom Hanoweru z rodu Welfów godności elektorów Rzeszy. W tym samym roku formalnie przywrócono prawo głosu w kolegium elektorskim królom czeskim (czyli samym Habsburgom), które zostało zawieszone w czasie powstania w Czechach (1618–1621).  W 1705 roku zaczęły się kłopoty na Węgrzech, gdzie miejscowy magnat Franciszek II Rakoczy ogłosił się księciem najpierw Siedmiogrodu, a potem całych Węgier. W 1707 r. Józef został zdetronizowany przez Sejm węgierski obradujący w Ónod, jednak w 1708 r. armia cesarska pokonała siły Rakoczego pod Trenczynem, co doprowadziło do rychłego końca rebelii i umocnienia pozycji Habsburgów w tym kraju. Węgry zostały opanowane do 1711 roku, kiedy powstańcy zawarli z cesarzem pokój w Szatmár. Tymczasem Józef I kontynuował hiszpańską wojnę sukcesyjną, trwającą od 1701 do 1714. Brat cesarza, Karol, wkroczył do Hiszpanii w asyście armii angielskiej i portugalskiej, jednak większe poparcie miał kandydat francuski Filip V Burbon, co sprzyjało przeciąganiu się wojny. W jej toku wojska cesarskie opanowały Półwysep Apeniński i cesarz liczył na zjednoczenie Włoch pod swoją władzą, czym zraził do siebie sojuszników i osłabił ich wolę walki po austriackiej stronie. Uwikłany w działania na zachodzie i na Węgrzech, Józef I pozostał zasadniczo obojętny wobec wielkiej wojny północnej, ale w 1707 roku zawarł umowę z królem szwedzkim Karolem XII w Altranstädt, umożliwiającą Szwedom przeprowadzenie zaciągu do wojska na Śląsku i zapowiadającą przywrócenie tamtejszym protestantom miejsc kultu, które zostały im odebrane po pokoju westfalskim w 1648 r. Było to podyktowane sytuacją, gdy Karol XII opanował Saksonię i bezpośrednio zagrażał Austrii a wojska cesarskie były uwiązane walkami o Hiszpanię.
W 1706 r. cesarz powołał do życia Wiener Stadtbank, czyli bank państwowy dla austriackich posiadłości dziedzicznych Habsburgów. Józef prowadził politykę w duchu merkantylizmu, zgodnie z kierunkiem wyznaczonym przez Leopolda I. Zakładał nowe manufaktury, aktywizował działalność gospodarczą, ograniczał feudalne monopole przysługujące cechom rzemieślniczym.
W 1709 r. obiecał Sejmowi czeskiemu przeprowadzenie zmian w niekorzystnym dla Czechów statucie krajowym królestwa. Miano zmienić upokarzające przepisy wprowadzone przez cesarza Ferdynanda II po bitwie na Białej Górze w 1620 r.
Zmarł najprawdopodobniej na ospę, chociaż możliwe jest, że cesarz został otruty. Wszystko wydarzyło się po przybyciu tureckiego agi ze świtą. Józef został wtedy poddany leczeniu przez tureckiego derwisza, będącego członkiem świty. Po śmierci Józefa tron objął jego brat Karol, który nie przepadał za swym zmarłym bratem. Jako późniejszy Cesarz Karol VI, za sprawą wydanej przez siebie w 1713 roku sankcji pragmatycznej uniemożliwił objęcie tronu przez córki Józefa, co było niezgodne z testamentem cesarza Leopolda I.

## Pełna tytulatura
Józef, z Bożej łaski uświęcony i wybrany cesarz rzymski, po wieki August, Król Niemiec, Król Węgier, Czech, Dalmacji, Chorwacji, Slawonii, Ramy, Serbii, Galicji, Lodomerii, Kumanii, Bułgarii, arcyksiążę Austrii, książę Burgundii, Brabancji, Styrii, Karyntii, Karnioli, margrabia Moraw, książę Luksemburga, Górnego i Dolnego Śląska, Wirtembergii, Teck etc., książę Szwabii, hrabia Habsburga, Tyrolu, Ferreti, Kyburga, Gorycji etc., landgraf Alzacji, margrabia Świętego Cesarstwa Rzymskiego, Burgau, Górnych i Dolnych Łużyc etc., pan Marchii Wendyjskiej, Salin, Port Naon, etc., etc., etc.

## Genealogia
| Prapradziadkowie                             | król Hiszpanii Filip II Habsburg (1527–1598) ∞1570 Anna Habsburg (1549–1580)                     | Karol Styryjski (1540–1590) ∞1571 Maria Anna Wittelsbach (1551–1608)                             | Karol Styryjski (1540–1590) ∞1571 Maria Anna Wittelsbach (1551–1608)                             | Wilhelm V Wittelsbach (1548–1626) ∞1568 Renata Lotaryńska (1544–1602)                          | Wilhelm V Wittelsbach (1548–1626) ∞1568 Renata Lotaryńska (1544–1602)                                       | Filip Ludwik Wittelsbach (1547–1614) ∞1574 Anna Jülich-Klewe-Berg (1552–1632)                               | landgraf Hesji-Darmstadt Ludwik V (1577–1626) ∞1598 Magdalena Hohenzollern (1582–1616)                      | elektor Saksonii Jan Jerzy I Wettyn (1585–1656) ∞1607 Magdalena Sybilla Hohenzollern (1586–1659)            | |
| Pradziadkowie                                | król Hiszpanii Filip III Habsburg (1578–1621) ∞1599 Małgorzata Habsburg (1584–1611)              | król Hiszpanii Filip III Habsburg (1578–1621) ∞1599 Małgorzata Habsburg (1584–1611)              | cesarz rzymski Ferdynand II Habsburg (1578–1637) ∞1600 Maria Anna Wittelsbach (1574–1616)        | cesarz rzymski Ferdynand II Habsburg (1578–1637) ∞1600 Maria Anna Wittelsbach (1574–1616)      | Magdalena Wittelsbach (1587–1628) ∞1613 Wolfgang Wilhelm Wittelsbach (1578–1653)                            | Magdalena Wittelsbach (1587–1628) ∞1613 Wolfgang Wilhelm Wittelsbach (1578–1653)                            | landgraf Hesji-Darmstadt Jerzy II (1605–1661) ∞1627 Zofia Eleonora Wettyn (1609–1671)                       | landgraf Hesji-Darmstadt Jerzy II (1605–1661) ∞1627 Zofia Eleonora Wettyn (1609–1671)                       | |
| Dziadkowie                                   | Maria Anna Habsburg (1606–1646) ∞1631 cesarz rzymski Ferdynand III Habsburg (1608–1657)          | Maria Anna Habsburg (1606–1646) ∞1631 cesarz rzymski Ferdynand III Habsburg (1608–1657)          | Maria Anna Habsburg (1606–1646) ∞1631 cesarz rzymski Ferdynand III Habsburg (1608–1657)          | Maria Anna Habsburg (1606–1646) ∞1631 cesarz rzymski Ferdynand III Habsburg (1608–1657)        | elektor Palatynatu Filip Wilhelm Wittelsbach (1615–1690) ∞1653 Elżbieta Amalia Hessen-Darmstadt (1635–1709) | elektor Palatynatu Filip Wilhelm Wittelsbach (1615–1690) ∞1653 Elżbieta Amalia Hessen-Darmstadt (1635–1709) | elektor Palatynatu Filip Wilhelm Wittelsbach (1615–1690) ∞1653 Elżbieta Amalia Hessen-Darmstadt (1635–1709) | elektor Palatynatu Filip Wilhelm Wittelsbach (1615–1690) ∞1653 Elżbieta Amalia Hessen-Darmstadt (1635–1709) | |
| Rodzice                                      | cesarz rzymski Leopold I Habsburg (1640–1705) ∞1676 Eleonora Magdalena Wittelsbach (1665–1720)   | cesarz rzymski Leopold I Habsburg (1640–1705) ∞1676 Eleonora Magdalena Wittelsbach (1665–1720)   | cesarz rzymski Leopold I Habsburg (1640–1705) ∞1676 Eleonora Magdalena Wittelsbach (1665–1720)   | cesarz rzymski Leopold I Habsburg (1640–1705) ∞1676 Eleonora Magdalena Wittelsbach (1665–1720) | cesarz rzymski Leopold I Habsburg (1640–1705) ∞1676 Eleonora Magdalena Wittelsbach (1665–1720)              | cesarz rzymski Leopold I Habsburg (1640–1705) ∞1676 Eleonora Magdalena Wittelsbach (1665–1720)              | cesarz rzymski Leopold I Habsburg (1640–1705) ∞1676 Eleonora Magdalena Wittelsbach (1665–1720)              | cesarz rzymski Leopold I Habsburg (1640–1705) ∞1676 Eleonora Magdalena Wittelsbach (1665–1720)              | |
| Józef I Habsburg (1678–1711), cesarz rzymski |                                                                                                  |                                                                                                  |                                                                                                  |                                                                                                | | | | | |
| Żona                                         | ∞1699 Wilhelmina Amalia Welf (1673–1742)                                                         | ∞1699 Wilhelmina Amalia Welf (1673–1742)                                                         | ∞1699 Wilhelmina Amalia Welf (1673–1742)                                                         | ∞1699 Wilhelmina Amalia Welf (1673–1742)                                                       | ∞1699 Wilhelmina Amalia Welf (1673–1742)                                                                    | ∞1699 Wilhelmina Amalia Welf (1673–1742)                                                                    | ∞1699 Wilhelmina Amalia Welf (1673–1742)                                                                    | ∞1699 Wilhelmina Amalia Welf (1673–1742)                                                                    | |
| Dzieci                                       | Maria Józefa Habsburg (1699–1757) ∞1719 król Polski, elektor Saksonii August III Sas (1696–1763) | Maria Józefa Habsburg (1699–1757) ∞1719 król Polski, elektor Saksonii August III Sas (1696–1763) | Maria Józefa Habsburg (1699–1757) ∞1719 król Polski, elektor Saksonii August III Sas (1696–1763) | Leopold Józef Habsburg (1700–1701)                                                             | Leopold Józef Habsburg (1700–1701)                                                                          | Leopold Józef Habsburg (1700–1701)                                                                          | Maria Amalia Habsburg (1701–1756) ∞1722 cesarz rzymski, elektor Bawarii Karol VII Wittelsbach (1697–1745)   | Maria Amalia Habsburg (1701–1756) ∞1722 cesarz rzymski, elektor Bawarii Karol VII Wittelsbach (1697–1745)   | Maria Amalia Habsburg (1701–1756) ∞1722 cesarz rzymski, elektor Bawarii Karol VII Wittelsbach (1697–1745) |